# Liste der denkmalgeschützten Objekte in Ludersdorf-Wilfersdorf
Die Liste der denkmalgeschützten Objekte in Ludersdorf-Wilfersdorf enthält die denkmalgeschützten, unbeweglichen Objekte der Gemeinde Ludersdorf-Wilfersdorf im steirischen Bezirk Weiz.

## Denkmäler
| Foto |                 | Denkmal                                           | Standort                              | Beschreibung | Metadaten |
| ---- | --------------- | ------------------------------------------------- | ------------------------------------- | --- | --- |
| ja   | Datei hochladen | Kellerstöckl HERIS-ID: 44200 Objekt-ID: 44912     | Ludersdorf 29 Standort KG: Ludersdorf | Das unmittelbar südlich von Schloss Freiberg gelegene dreigeschoßige Wirtschaftsgebäude ist ein Kellerstöckl, wie es vor allem im Südburgenland und der Oststeiermark typisch ist. | BDA-Hist.: Q38007506 Status: Bescheid Stand der BDA-Liste: 2025-06-30 Name: Kellerstöckl GstNr.: .4 Kellerstöckl, Ludersdorf |
| ja   | Datei hochladen | Schloss Freiberg HERIS-ID: 37299 Objekt-ID: 36396 | Ludersdorf 30 Standort KG: Ludersdorf | Das Schloss geht auf eine Burg aus dem 12. Jahrhundert zurück, die nach 1636 zu einem Renaissance-Schloss umgebaut wurde. Im 18. Jahrhundert wurden Schlosskapelle und Festsaal neu gestaltet. Es ist ein langgestreckter dreigeschoßiger Bau um einen schmalen Innenhof. An den Ecken des Schlosses befinden sich den Haupttrakt kaum überragende quadratische Türme mit Zeltdächern, in der Mitte des Nord- und Südtrakts zwei höhere Türme auf quadratischem Fundament, deren obere Geschoße in zwiebelbehelmte achteckige Aufsätze übergehen. Das Hauptportal ist volutengerahmt und rustiziert, es trägt die Jahreszahl 1747. Im Erdgeschoß der hoffassade haben sich Bogengänge erhalten, die allerdings teilweise zugemauert sind. | BDA-Hist.: Q1567035 Status: Bescheid Stand der BDA-Liste: 2025-06-30 Name: Schloss Freiberg GstNr.: .3/4 Schloss Freiberg    |